# Eremurus regelii
Eremurus regelii är en grästrädsväxtart som beskrevs av Aleksei Ivanovich Vvedensky. Eremurus regelii ingår i släktet Eremurus och familjen grästrädsväxter. Inga underarter finns listade i Catalogue of Life.